# Todd Trainer
Pour les articles homonymes, voir Trainer.

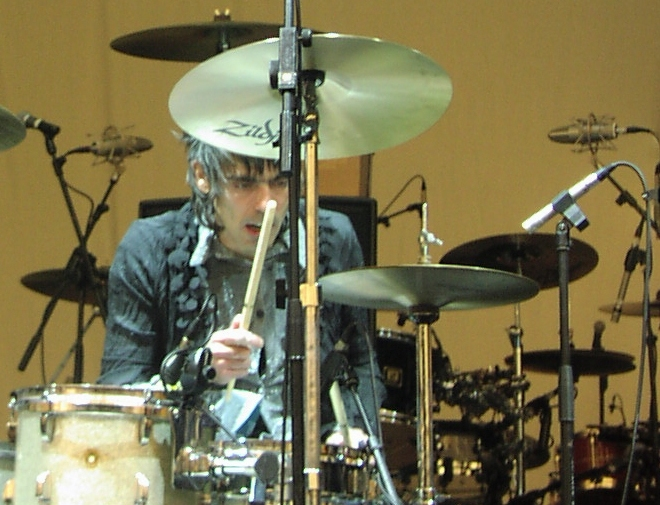
Todd Trainer en concert avec Shellac

Todd Trainer est le batteur du groupe Shellac. Il fait et produit également sa propre musique sous le nom de Brick Layer Cake ; il écrit, joue, et enregistre tout lui-même. Auparavant il a joué de la batterie pour d'autres groupes phares de la scène punk de Chicago comme Breaking Circus et Rifle Sport, ainsi qu'avec Scout Niblett en 2005.
Il réside à Minneapolis, dans le Minnesota.

## Style
Les critiques ont à diverses occasions souligné le caractère « primitif » et « brutal » de son approche de la batterie,. Selon le magazine Spin, Trainer « ressuscite avec élégance l'art disparu des martèlements de Bonham », en allusion à John Bonham, le célèbre batteur de Led Zeppelin.

## Brick Layer Cake
Brick Layer Cake est le projet musical personnel de Todd Trainer. Il y joue de tous les instruments et chante d'une voix monotone proche du simple discours. La musique de Brick Layer Cake est toujours a des tempos très lents, raison pour laquelle on la rapproche souvent de la musique drone.